# Open GDF Suez
Az Open GDF Suez minden év februárjában megrendezett tenisztorna nők számára Franciaország fővárosában, Párizsban.
A torna Premier kategóriájú, összdíjazása 690 ezer dollár. A győztes 470 ranglistapontot kap. Az egyéni főtáblán huszonnyolcan vehetnek részt, az első négy kiemeltnek nem kell pályára lépnie az első körben.
A mérkőzéseket kemény pályán, fedett csarnokban játsszák. Az első tornát 1993-ban rendezték meg, amelyen az amerikai színekben versenyző Martina Navratilova győzött. 2015-ben kikerült a versenynaptárból. Az utolsó győztes az orosz Anasztaszija Pavljucsenkova volt.

## Döntők

### Egyéni
| Év   | Győztes                     | Ellenfél a döntőben | Eredmény a döntőben |
| ---- | --------------------------- | ------------------- | ------------------- |
| 1993 | Martina Navratilova         | Szeles Mónika       | 6–3, 4–6, 7–6(3)    |
| 1994 | Martina Navratilova         | Julie Halard        | 7–5, 6–3            |
| 1995 | Steffi Graf                 | Mary Pierce         | 6–2, 6–2            |
| 1996 | Julie Halard-Decugis        | Iva Majoli          | 7–5, 7–6(4)         |
| 1997 | Martina Hingis              | Anke Huber          | 6–3, 3–6, 6–3       |
| 1998 | Mary Pierce                 | Dominique van Roost | 6–3, 7–5            |
| 1999 | Venus Williams              | Amélie Mauresmo     | 6–2, 3–6, 7–6(4)    |
| 2000 | Nathalie Tauziat            | Serena Williams     | 7–5, 6–2            |
| 2001 | Amélie Mauresmo             | Anke Huber          | 7–6(2), 6–1         |
| 2002 | Venus Williams              | Jelena Dokić        | visszalépett        |
| 2003 | Serena Williams             | Amélie Mauresmo     | 6–3, 6–2            |
| 2004 | Kim Clijsters               | Mary Pierce         | 6–2, 6–1            |
| 2005 | Gyinara Szafina             | Amélie Mauresmo     | 6–4, 2–6, 6–3       |
| 2006 | Amélie Mauresmo             | Mary Pierce         | 6–1, 7–6(2)         |
| 2007 | Nagyja Petrova              | Lucie Šafářová      | 4–6, 6–1, 6–4       |
| 2008 | Anna Csakvetadze            | Szávay Ágnes        | 6–3, 2–6, 6–2       |
| 2009 | Amélie Mauresmo             | Jelena Gyementyjeva | 7–6(7), 2–6, 6–4    |
| 2010 | Jelena Gyementyjeva         | Lucie Šafářová      | 6–7(5), 6–1, 6–4    |
| 2011 | Petra Kvitová               | Kim Clijsters       | 6–4, 6–3            |
| 2012 | Angelique Kerber            | Marion Bartoli      | 7–6(3), 5–7, 6–3    |
| 2013 | Mona Barthel                | Sara Errani         | 7–5 7–6(4)          |
| 2014 | Anasztaszija Pavljucsenkova | Sara Errani         | 3–6, 6–2, 6–3       |

### Páros
| Év   | Győztes                                   | Ellenfél a döntőben                     | Eredmény a döntőben |
| ---- | ----------------------------------------- | --------------------------------------- | ------------------- |
| 1993 | Jana Novotná Andrea Strnadová             | Jo Durie Catherine Suire                | 7–6(2), 6–2         |
| 1994 | Sabine Appelmans Laurence Courtois        | Mary Pierce Temesvári Andrea            | 6–4, 6–4            |
| 1995 | Meredith McGrath Larisa Neiland           | Manon Bollegraf Rennae Stubbs           | 6–4, 6–1            |
| 1996 | Kristie Boogert Jana Novotná              | Julie Halard-Decugis Nathalie Tauziat   | 6–4, 6–3            |
| 1997 | Martina Hingis Jana Novotná               | Alexandra Fusai Rita Grande             | 6–1, 6–2            |
| 1998 | Sabine Appelmans Miriam Oremans           | Anna Kurnyikova Larisa Neiland          | 1–6, 6–3, 7–6(3)    |
| 1999 | Irina Spîrlea Caroline Vis                | Jelena Lihovceva Szugijama Ai           | 7–5, 3–6, 6–3       |
| 2000 | Julie Halard-Decugis Sandrine Testud      | Émilie Loit Åsa Svensson                | 3–6, 6–3, 6–4       |
| 2001 | Iva Majoli Virginie Razzano               | Kimberly Po Nathalie Tauziat            | 6–3, 7–5            |
| 2002 | Nathalie Dechy Meilen Tu                  | Jelena Gyementyjeva Janette Husárová    | visszaléptek        |
| 2003 | Barbara Schett Patty Schnyder             | Marion Bartoli Stéphanie Cohen-Aloro    | 2–6, 6–2, 7–6(5)    |
| 2004 | Barbara Schett Patty Schnyder             | Silvia Farina Elia Francesca Schiavone  | 6–3, 6–2            |
| 2005 | Iveta Benešová Květa Peschke              | Anabel Medina Garrigues Gyinara Szafina | 6–2, 2–6, 6–2       |
| 2006 | Émilie Loit Květa Peschke                 | Cara Black Rennae Stubbs                | 7–6(5), 6–4         |
| 2007 | Cara Black Liezel Huber                   | Gabriela Navrátilová Vladimíra Uhlířová | 6–2, 6–0            |
| 2008 | Aljona Bondarenko Katerina Bondarenko     | Eva Hrdinová Vladimíra Uhlířová         | 6–1, 6–4            |
| 2009 | Cara Black Liezel Huber                   | Květa Peschke Lisa Raymond              | 6–4, 3–6, [10–4]    |
| 2010 | Iveta Benešová Barbora Záhlavová-Strýcová | Cara Black Liezel Huber                 | visszaléptek        |
| 2011 | Bethanie Mattek-Sands Meghann Shaughnessy | Vera Dusevina Jekatyerina Makarova      | 6–4, 6–2            |
| 2012 | Liezel Huber Lisa Raymond                 | Anna-Lena Grönefeld Petra Martić        | 7–6(3), 6–1         |
| 2013 | Sara Errani Roberta Vinci                 | Andrea Hlaváčková Liezel Huber          | 6–1, 6–1            |
| 2014 | Anna-Lena Grönefeld Květa Peschke         | Babos Tímea Kristina Mladenovic         | 6–7(7), 6–4, [10–5] |